# Kenai Peninsula Borough
Kenai Peninsula Borough er en borough i den amerikanske delstat Alaska. I folketællingen 2020 var befolkningen 58.799, steget fra 55.400 i 2010. administrationssædet er i byen Soldotna, den største by er Kena.
Området omfatter det meste af Kenai - halvøen og et stort område af fastlandet i Alaska på den modsatte side af Cook Inlet.

## Geografi
Kenai Peninsula Borough har et samlet areal på 64.110 km2, hvoraf 41.630 km2 er land og 22.470 km2 (3,4%) er vand.

### Tilstødende bydele og folketællingsområder
- Bethel Census Area (Alaska) - nordvest
- Matanuska-Susitna Borough (Alaska) - nord
- Kommune Anchorage - nord
- Chugach Census Area (Alaska) - øst
- Lake and Peninsula Borough (Alaska) - vest
- Kodiak Island Borough (Alaska) - syd

### Nationale beskyttede områder
- Alaska Maritime National Wildlife Refuge (del af Alaska-bugtenheden)
  - Chiswell-øerne
  - Tuxedni vildmark
- Chugach National Forest (del)
- Katmai National Park og Bevar (del)
  - Katmai Wilderness (del)
- Kenai Fjords National Park
- Kenai National Wildlife Refuge
  - Kenai vildmark
- Lake Clark National Park and Preserve (del)
  - Lake Clark Wilderness (del)

## Økologi
Ved Bear Lake, Tutka Bay og Trail Lakes, har der været aktiviteter for bedring af laksebestandene. Alle tre steder administreres af Cook Inlet Aquaculture Association.

## Byer og steder

### Byer
- Homer
- Kachemak
- Kenai
- Seldovia
- Seward
- Soldotna

### Folketællingsdistrikter
- Anchor Point
- Bear Creek
- Beluga
- Clam Gulch
- Cohoe
- Cooper Landing
- Crown Point
- Diamond Ridge
- Fox River
- Fritz Creek
- Funny River
- Halibut Cove
- Happy Valley
- Hope
- Kalifornsky
- Kasilof
- Lowell Point
- Moose Pass
- Nanwalek
- Nikiski
- Nikolaevsk
- Ninilchik
- Point Possession
- Port Graham
- Primrose
- Ridgeway
- Salamatof
- Seldovia Village
- Sterling
- Sunrise
- Tyonek

### Ikke-inkorporerede fællesskaber
- Jakolof Bugt
- Kachemak Selo
- Lovgivning
- Razdolna
- Voznesenka

- Portlås (spøgelsesby)